# راستي كونديف
راستي كونديف (بالإنجليزية: Rusty Cundieff)‏ مواليد 13 ديسمبر 1960 في بيتسبرغ، الولايات المتحدة، هو ممثل ومخرج ومنتج أمريكي.

## الأعمال
- أيام حياتنا
- عرض بيرني ماك
- براندون تي جاكسون
- فيلم 43

## روابط خارجية
- راستي كونديف على موقع IMDb (الإنجليزية)
- راستي كونديف على موقع ألو سيني (الفرنسية)
- راستي كونديف على موقع ميوزك برينز (الإنجليزية)
- راستي كونديف على موقع أول موفي (الإنجليزية)
- راستي كونديف على موقع قاعدة بيانات الأفلام السويدية (السويدية)
- راستي كونديف على موقع إن إن دي بي (الإنجليزية)
- راستي كونديف على موقع قاعدة بيانات الفيلم (الإنجليزية)
- راستي كونديف على موقع كينوبويسك (الروسية)